# Lasar Dobritsch

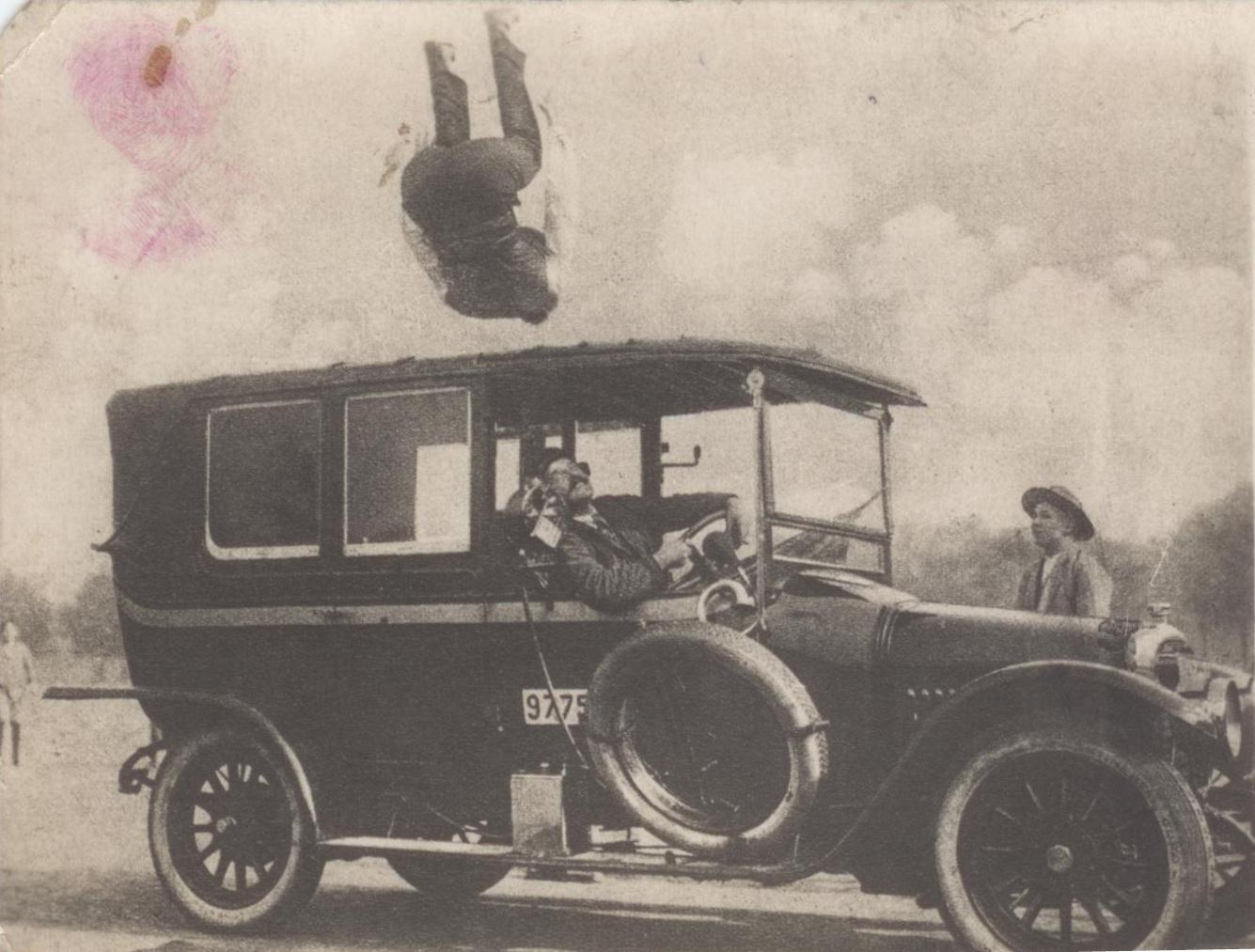
Lasar Dobritsch bei einem Auftritt im Jahr 1908 in Bourdeaux

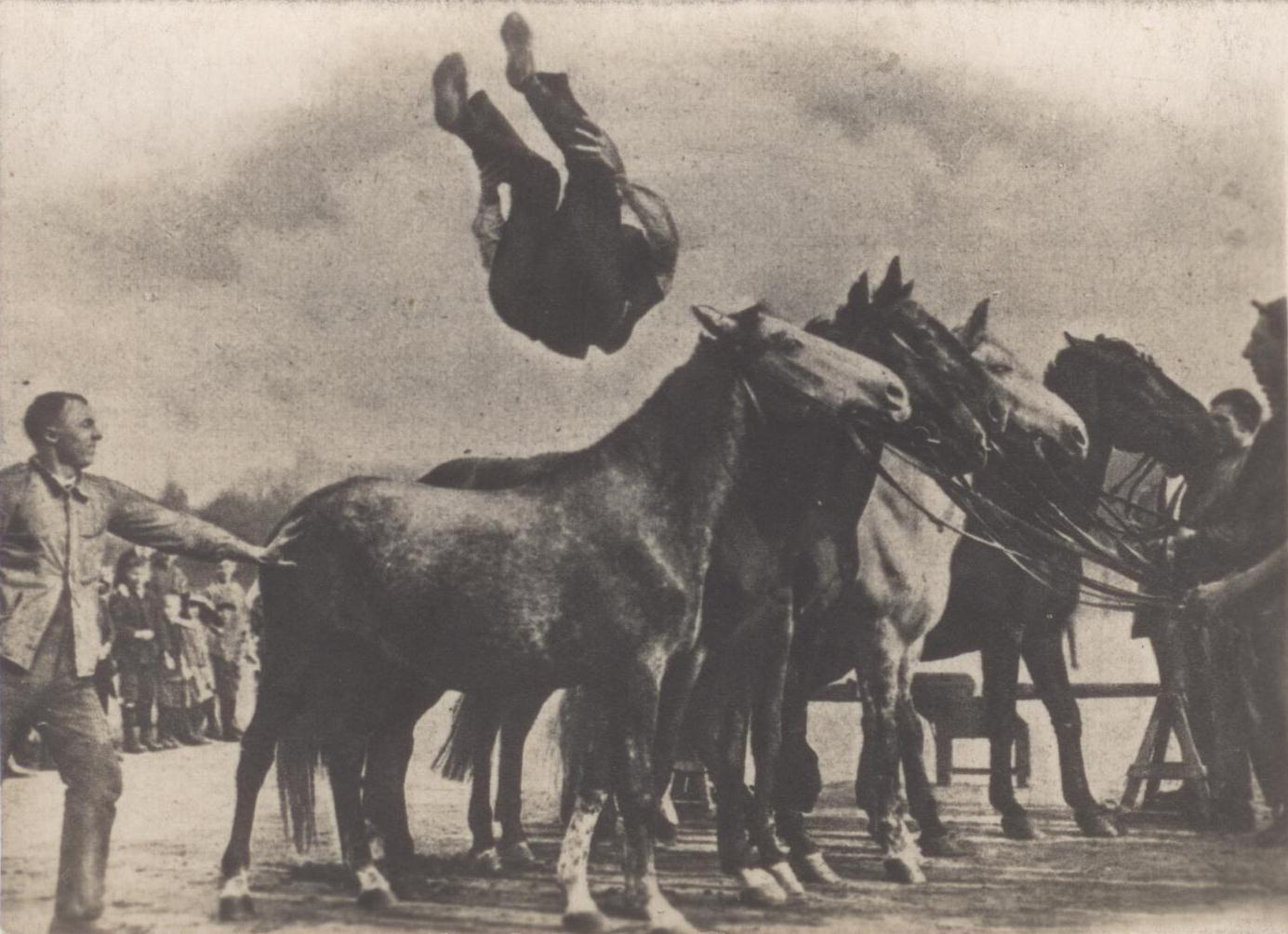
Berlin, 1912

Lasar Iwanow Dobritsch (bulgarisch Лазар Иванов Добрич; * 23. Juni 1881 in Rawno Pole; † 18. Februar 1970 in Sofia) war ein bulgarischer Artist und Pädagoge. Er war einer der bekanntesten bulgarischen Zirkusartisten und hatte großen Einfluss auf die Entwicklung des bulgarischen Zirkus.

## Leben
Bekannt wurde Dobritsch für seinen im Jahr 1905 erstmals im Berliner Schumann-Zirkus aufgeführtes Kunststück namens Trapez des Todes. Gemeinsam mit seinem Bruder Alexander Dobritsch und K. Michailow gründete er den Royal-Dobritsch-Zirkus, der von 1933 bis 1948 bestand. Später war er Direktor des Rodina-Zirkus und dann von 1956 bis 1961 Generaldirektor der Direktion Bulgarischer Zirkus.
Dobritsch leitete auch Schulen für Akrobatik und Gymnastik.
Im Jahr 1955 erhielt er die internationale Auszeichnung als Senior der Zirkuskunst. Außerdem war er Träger des Dimitroffpreises.